# UFC on ESPN: Gamrot vs. Klein
UFC on ESPN: Gamrot vs. Klein (também conhecido como UFC on ESPN 68 e UFC Vegas 107) foi um evento de artes marciais mistas produzido pelo Ultimate Fighting Championship que aconteceu em 31 de maio de 2025, no UFC Apex em Enterprise, Nevada, parte da região de Las Vegas Valley, Estados Unidos.

## Contexto
Uma luta no peso-mosca feminino entre Erin Blanchfield e Maycee Barber estava originalmente agendada para ser a luta principal do evento. Elas deveriam ter se enfrentado anteriormente no UFC 269 em dezembro de 2021, mas Barber se retirou por razões não divulgadas. Na pesagem, Barber pesou 126,5 libras (57,4 kg), meio quilo acima do limite do peso-mosca feminino para lutas que não valem cinturão. A luta então deveria ocorrer em peso casado, e Barber foi multada em 20% de sua bolsa, que iria para Blanchfield. Por sua vez, minutos antes de suas entradas ao octógono, Barber teve que se retirar devido a um problema médico envolvendo uma convulsão. Consequentemente, uma luta no peso-leve entre o ex-campeão peso-pena e peso-leve do KSW Mateusz Gamrot e Ľudovít Klein tornou-se, inadvertidamente, a luta principal do evento.
Uma luta no peso-mosca entre Allan Nascimento e Jafel Filho ocorreu neste evento. O confronto estava originalmente agendado para o UFC on ESPN: Tybura vs. Spivac 2 em agosto de 2024, mas foi cancelado devido a uma doença de Nascimento. Na pesagem, Nascimento pesou 127,5 libras (57,8 kg), uma libra e meia acima do limite do peso-mosca para lutas que não valem cinturão. A luta prosseguiu em peso casado e Nascimento foi multado em 20% de sua bolsa, que foi para Filho.
Uma luta no peso-palha feminino entre a ex-campeã peso-átomo do Invicta FC Rayanne dos Santos e Alice Ardelean ocorreu neste evento. Elas estavam originalmente programadas para competir no UFC Fight Night: Hernandez vs. Pereira em outubro de 2024, mas dos Santos se retirou da luta devido a um braço quebrado.
Uma luta no peso-pena feminino entre Ketlen Vieira e a vencedora do peso-pena do The Ultimate Fighter: Heavy Hitters, Macy Chiasson, ocorreu neste evento. A luta estava originalmente agendada para ser no peso-galo, mas no dia da pesagem, foi anunciado que seria alterada para o peso-pena devido a "problemas de gerenciamento de peso" de Vieira, que, por sua vez, cedeu 25% de sua bolsa. A dupla estava originalmente agendada para o UFC Fight Night: Ankalaev vs. Walker 2 em janeiro de 2024, mas Vieira foi retirada devido a uma lesão e a luta foi cancelada. Mais tarde, elas deveriam se encontrar no UFC Fight Night: Cejudo vs. Song em fevereiro, mas devido a uma lesão sofrida por Chiasson, a luta foi removida do card.
Uma luta no peso-meio-médio entre Jeremiah Wells e o estreante na organização Andreas Gustafsson estava agendada para o evento. No entanto, em 20 de maio, Wells se retirou devido a uma lesão e foi substituído por Trevin Giles em uma luta em peso casado de 180 libras (81,6 kg). Por sua vez, durante a pesagem, o UFC anunciou que o confronto foi cancelado pois Giles sofreu uma lesão na cabeça após cair em seu banheiro, então Gustafsson foi agendado para a semana seguinte no UFC 316 com um novo oponente.
Duas lutas no peso-meio-médio estavam agendadas para este evento: Ramiz Brahimaj vs. Oban Elliott e Billy Ray Goff vs. o estreante na organização Ko Seok-hyun No entanto, Elliott e Ko foram forçados a se retirar devido a problemas com o visto, então Brahimaj enfrentou Goff. Por sua vez, Elliott e Ko foram agendados para se enfrentarem três semanas depois no UFC on ABC: Hill vs. Rountree Jr..
Uma luta no peso-leve entre MarQuel Mederos and Bolaji Oki estava agendada para este evento. No entanto, três dias antes do evento, Mederos se retirou da luta devido a uma doença e foi substituído pelo estreante na organização Michael Aswell.

## Prêmios de bônus
Os seguintes lutadores receberam bônus de US$ 50.000.
- Luta da Noite: Alice Ardelean vs. Rayanne dos Santos
- Desempenho da Noite: Ramiz Brahimaj e Jordan Leavitt